# Hans Röttiger
Hans Röttiger (Amburgo, 16 aprile 1896 – Bonn, 15 aprile 1960) è stato un generale tedesco della Wehrmacht durante la seconda guerra mondiale, continuò a servire anche nella Bundeswehr della Germania Ovest della quale fu capo di stato maggiore.

## Biografia
Röttiger entrò nell'Esercito prussiano nel 1914 e servì dal 1915 come tenente nel 20º Reggimento d'artiglieria. Dopo la fine della prima guerra mondiale servì nella Reichswehr come ufficiale di batteria, aiutante e comandante di batteria. In seguito servì come ufficiale dello stato maggiore generale della Wehrmacht.
Agli inizi della seconda guerra mondiale deteneva il rango di tenente colonnello e servì dal 1939 al 1940 come capo delle operazioni del VI Corpo. Dal 1940 al 1942 fu capo di stato maggiore dello XXXXI corpo e fu nominato capo di stato maggiore del 4. Panzerarmee sul fronte orientale servendo con questo a Stalingrado. Dal 1943 al 1944 fu capo di stato maggiore della 4. Armee e in seguito del Gruppo d'armate C sotto il comando del generale Josef Harpe. Fu nuovamente capo di stato maggiore del Gruppo d'armate C anche in Italia sotto il comando del feldmaresciallo Albert Kesselring. Il 30 gennaio 1945 fu promosso General der Panzertruppe (generale delle truppe corazzate).
Alla fine della guerra fu prigioniero dapprima dei britannici, e in seguito degli statunitensi fino al 1948. Nel 1950 fu presente alle riunioni per discutere della creazione di una nuova forza armata tedesca; il risultato di tali riunioni fu il Memorandum Himmerod.
Nel 1956 fu accettato nei ranghi dell'esercito della Germania Ovest, la Bundeswehr, dove fu promosso al grado di tenente generale. Il 21 settembre 1957 divenne primo ispettore della Bundeswehr e fu responsabile del suo ampliamento.
Nei tardi anni cinquanta gli venne diagnosticato un cancro e dovette passare i suoi ultimi anni sotto trattamenti medici. Nella mattina del 15 aprile 1960 morì nel suo ufficio, un giorno prima del suo 64º compleanno.